# Model basat en agent
Un model basat en agents (MBA) és un tipus de model computacional que permet la simulació d'accions i interaccions d'individus autònoms dins d'un entorn, i permet determinar quins efectes produeixen en el conjunt del sistema. Combina elements de teoria de jocs, sistemes complexos, emergència, sociologia computacional, sistemes multi agent, i programació evolutiva.
Els models simulen les operacions simultànies d'entitats múltiples (agents), en un intent de recrear i predir les accions de fenòmens complexos. És un procés d'emergència des del nivell més elemental (micro) al més elevat (macro). Suposadament els agents individuals actuen segons el que perceben com els seus interessos propis, com ara reproducció, benefici econòmic, o estatus social, i coneixement és limitat. Els agents MBA poden experimentar "aprenentatge", adaptació i reproducció.

## Conceptes relacionats
- Sistemes complexos
- Vida artificial